# Nicole Bricq

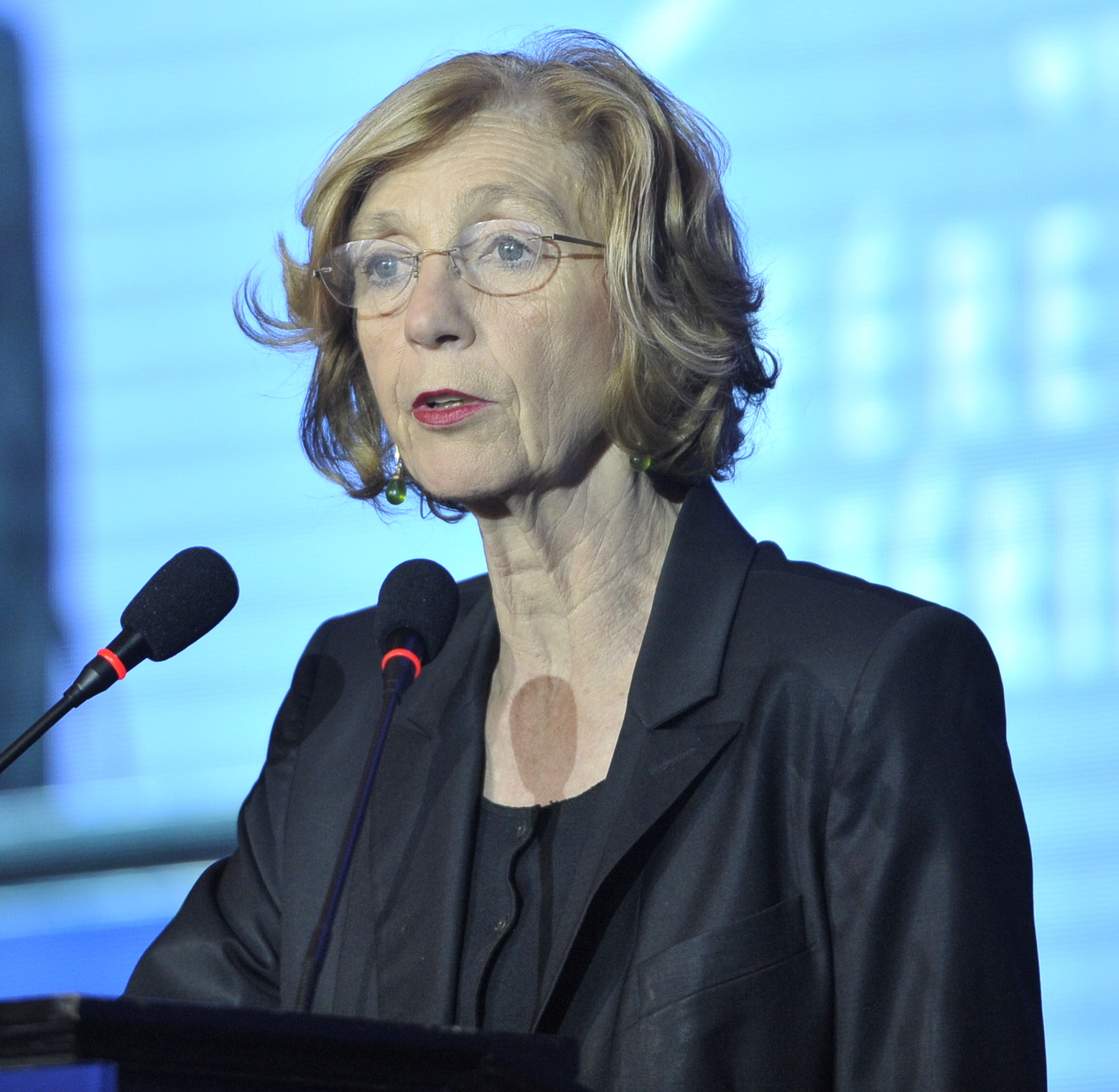
Nicole Bricq auf einer Konferenz der World Trade Organisation in Bali (2013)

Nicole Bricq (* 10. Juni 1947 in La Rochefoucauld, Département Charente; † 6. August 2017 in Poitiers) war eine französische Politikerin der Parti Socialiste (PS) und Ministerin für Außenhandel im Kabinett von Premierminister Jean-Marc Ayrault.

## Leben

### Berufliche Laufbahn und Abgeordnete
Nach dem Schulbesuch studierte Nicole Bricq Privatrecht an der Universität Bordeaux und schloss das Studium 1970 ab. Anschließend war sie als Rechtsanwältin tätig, ehe sie Anfang der 1980er zur Ersten Sekretärin der Parti Socialiste von Paris ernannt wurde. Während ihrer langjährigen Mitgliedschaft in der Denkfabrik Centre d’Études, de Recherches et d’Éducation Socialiste (CERES) wurde sie zur Vertrauten von Jean-Pierre Chevènement, der mehrfach Minister war und die politische Linke innerhalb der PS prägte.
Ihre eigentliche politische Karriere begann im März 1983, als sie als Vertreterin der PS zum Mitglied des Regionalrates der Île-de-France gewählt wurde und in diesem von 1986 bis 1987 Präsidentin der Kulturkommission war. Das Mandat im Regionalrat hatte sie bis zum Januar 1989 inne.
Von 1988 bis 1991 war sie Technische Beraterin im Büro von Verteidigungsminister Chevènement, der am 12. Mai 1988 Nachfolger von André Giraud wurde. Während dieser Zeit gehörte sie zum Beraterstab, der den Einsatz französischer Truppen im Zweiten Golfkrieg prüfte. Dabei kam es zum endgültigen Bruch mit Chevènement wegen unterschiedlicher Ansichten, nachdem es zuvor bereits Differenzen bezüglich der Standpunkte zur Rolle Frankreichs in Europa gegeben hatte.
Einige Zeit später wurde sie zunächst Mitarbeiterin von Dominique Strauss-Kahn, ehe sie von 1992 bis 1993 Technische Beraterin im Büro von Umweltministerin Ségolène Royal wurde, der Nachfolgerin von Brice Lalonde.
Im Juni 1997 wurde Nicole Bricq als Nachfolgerin von Pierre Quillet zur Abgeordneten der Nationalversammlung gewählt, in der sie bis Juni 2002 den Wahlkreis Seine-et-Marne VI vertrat. Während dieser Zeit verfasste sie für den Ausschuss für Finanzen, allgemeine Wirtschaft und Planung einen Informationsbericht über Umweltsteuern, der eine Reform des Steuerwesens auf dem Gebiet des Umweltsteuerrechts und eine stärkere Anwendung des Verursacherprinzips vorsah.

### Senatorin und Ministerin
Nachdem sie 2001 zusätzlich Mitglied des Gemeinderats von Meaux geworden war, wurde sie am 26. September 2004 in den Senat gewählt, in dem sie bis zu ihrem Tod das Département Seine-et-Marne vertrat, unterbrochen nur durch ihre Arbeit als Ministerin von 2012 bis 2014. Während ihrer Senatszugehörigkeit war sie Mitglied des Finanzausschusses, dessen Vizepräsidentin sie im Oktober 2008 wurde. Nach ihrer Wiederwahl in den Senat wurde sie im Oktober 2011 Hauptberichterstatterin für den Haushalt im Finanzausschuss. In dieser Funktion legte sie während der Haushaltsberatungen im November 2011 im Finanzausschuss eine Bilanzkritik vor, die sich mit den Steuern und Abgaben für die Jahre 2007 bis 2012 befasste, und stellte zugleich Vorschläge für die kommenden fünf Jahre vor.
Nicole Bricq, die seit 2009 eine der wichtigsten Beraterinnen von François Hollande war, wurde nach der Wahl von Hollande zum Staatspräsidenten und der Benennung von Jean-Marc Ayrault zum Premierminister von diesem am 17. Mai 2012 zur Ministerin für Ökologie, nachhaltige Entwicklung und Energie und somit zur Umweltministerin in dessen Kabinett berufen. Bei der Neubildung des Kabinetts nach der französischen Parlamentswahl 2012 wurde sie zur Ministerin für Außenhandel berufen, ihre Nachfolgerin als Umweltministerin wurde Delphine Batho. In das Kabinett Valls wurde sie nicht mehr berufen.

## Einzelnachweis
1. ↑  Nicole Bricq, sénatrice et ancienne ministre de François Hollande, est morte